# 西海岸国家公园
西海岸国家公园位于南非西开普省开普城北部120km处。面积达27,500公顷(106㎡)。西邻大西洋和R27号公路，贯穿南部的伊泽芳登城直至兰格班冩湖。公园尤以鸟类栖息和春季花卉闻名，8月至10月是花卉盛放期，公园内的波斯特伯格花卉自然保护区尤其著名。公园和萨尔达尼亚湾，已被国际鸟盟确认为重点鸟区。

## 动物群
公园内的野生动物包括大型羚羊，如大羚羊、赤狷羚、白纹牛羚、大弯角羚、南非剑羚和波斯特伯格自然保护区的小岩羚、斑马羚、麂羚。其他小型动物如蝠耳狸、狞猫、灰猫鼬。
兰格班冩湖盐沼还生活着一个火烈鸟群。西海岸国家公园的嘉顿岛和马尔戈斯岛是诸多海鸟的栖息地，如南非企鹅、南非砺鹬和濒临灭绝的开普憨鲣鸟。

## 图片库

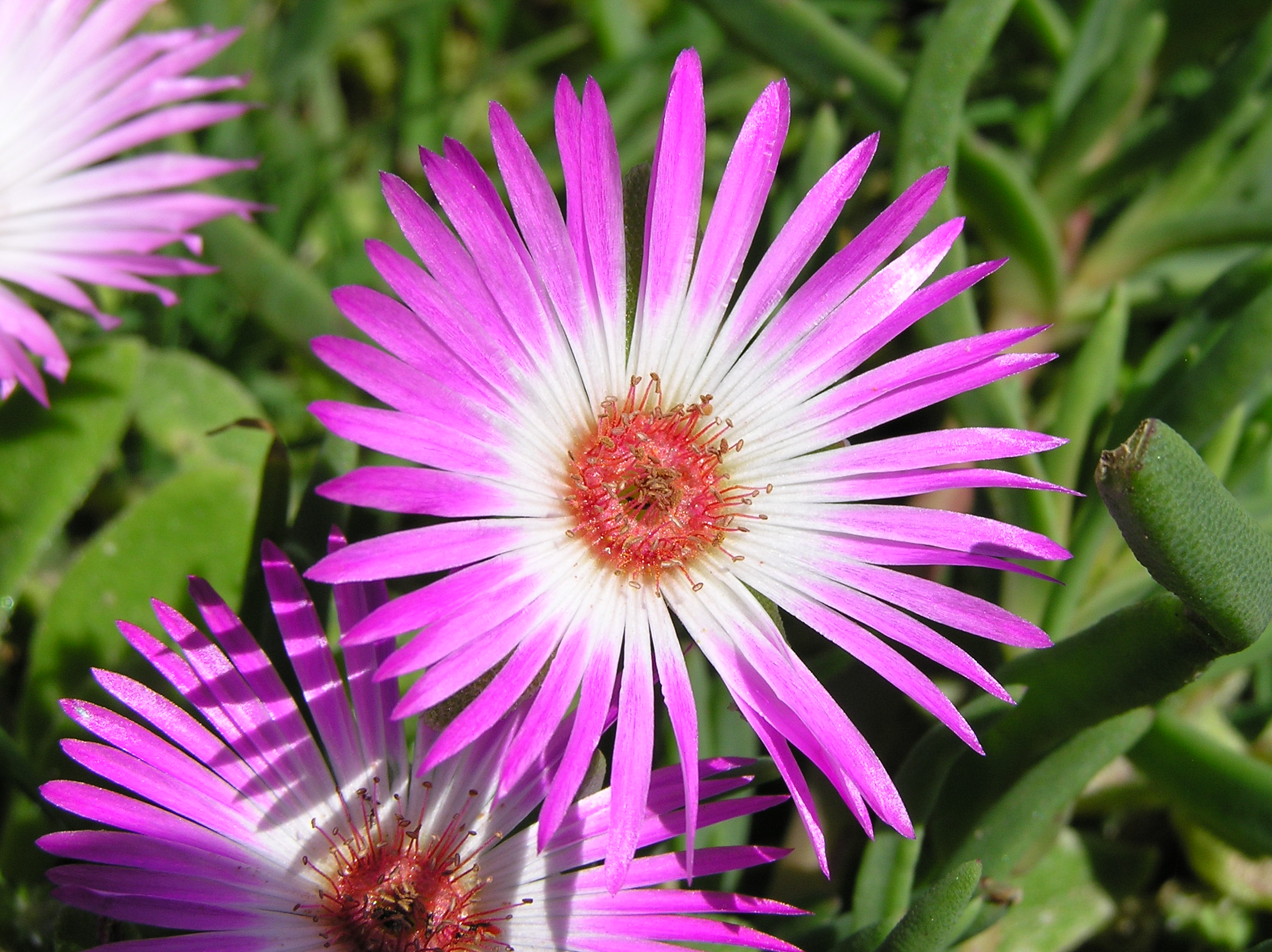
彩虹菊
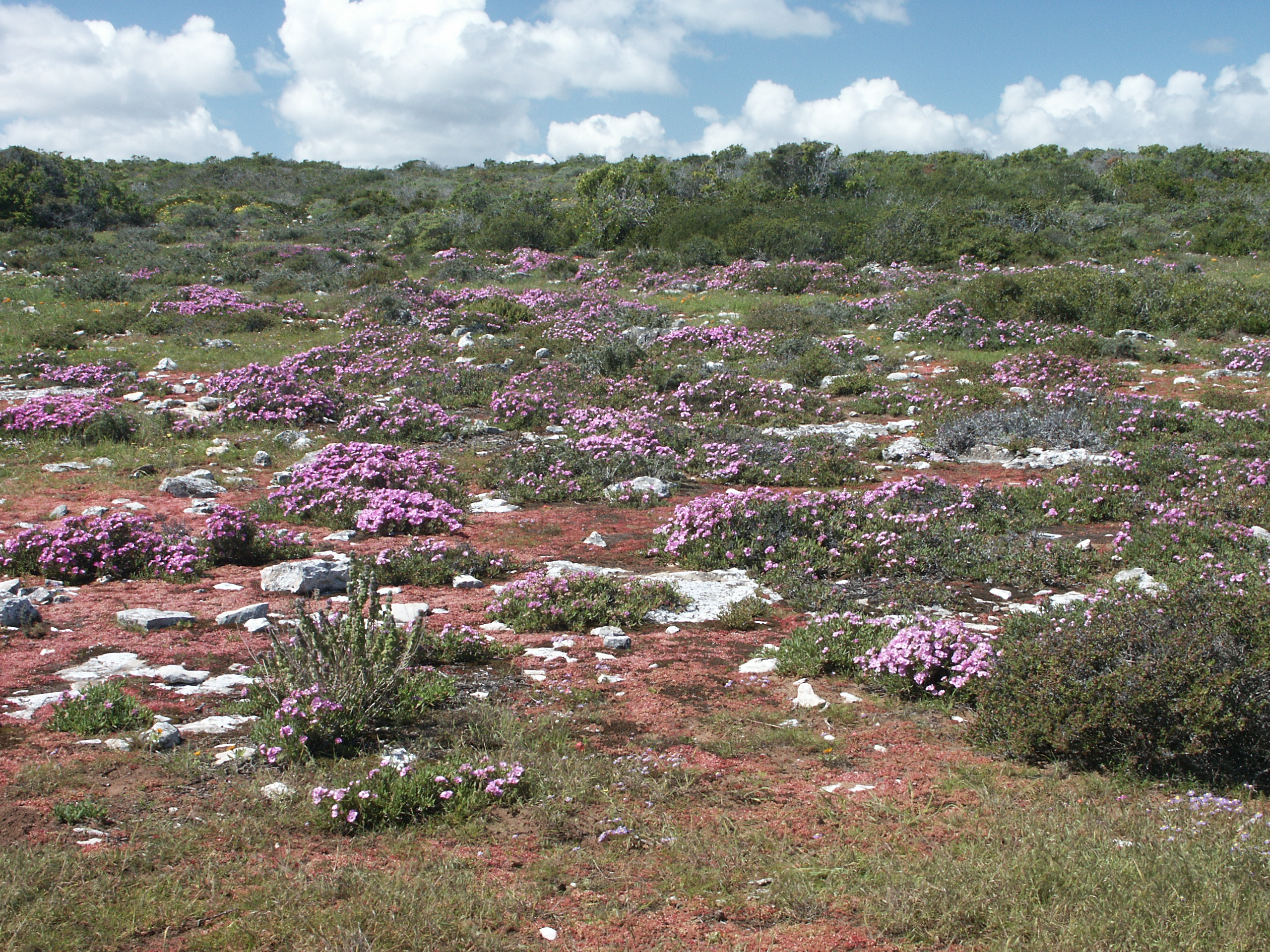
春天花卉
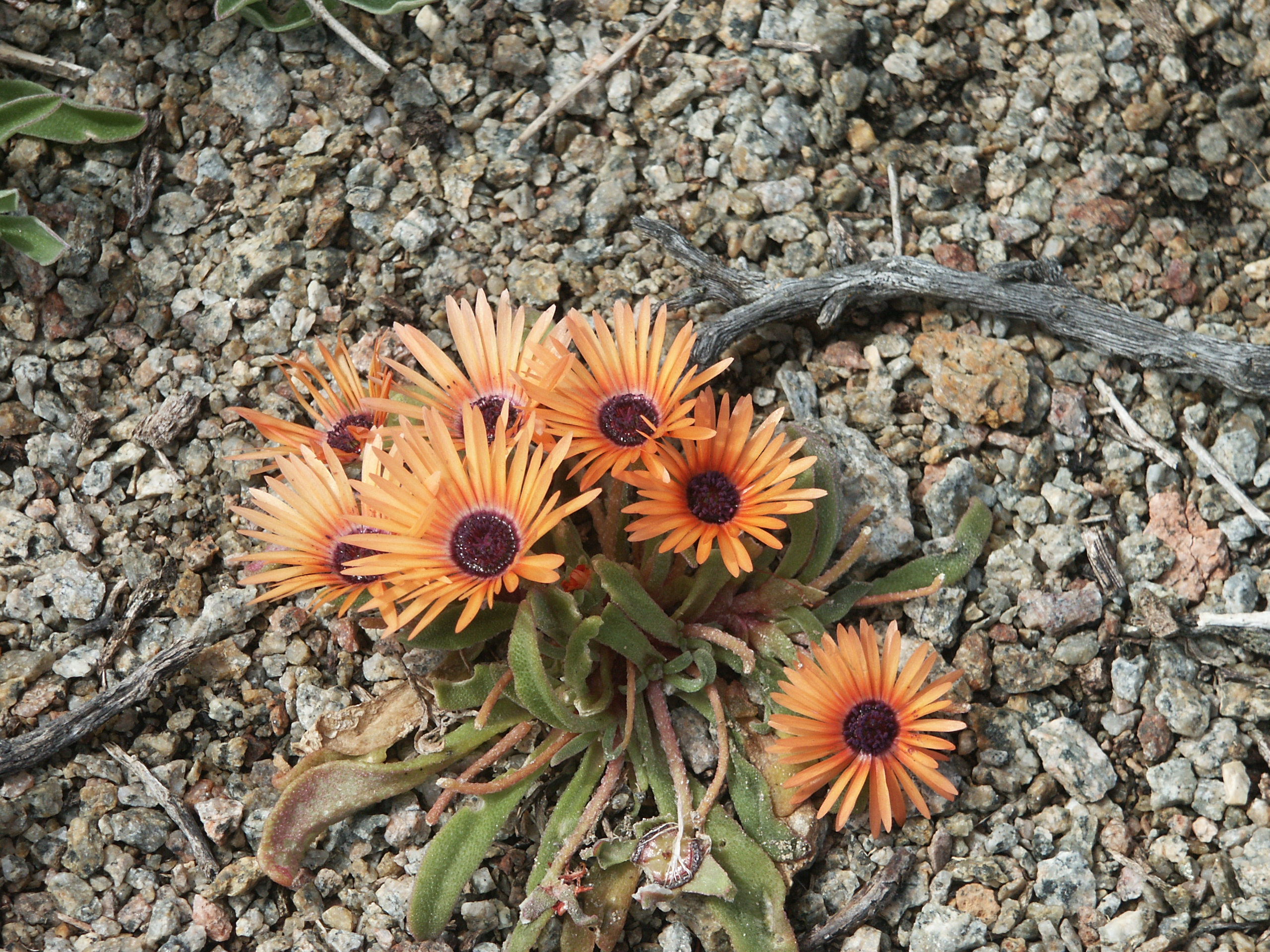
彩虹菊属
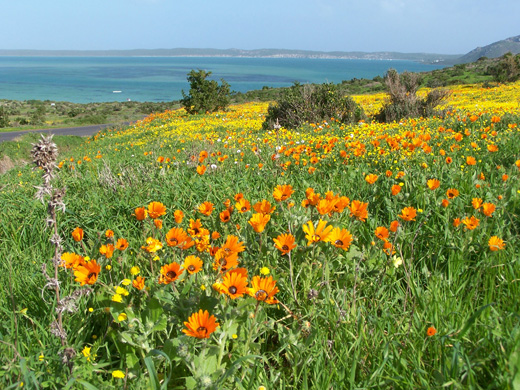
公园的花海

## 拓展链接
- West Coast National Park （页面存档备份，存于）